# Grzeczna Panna
Grzeczna Panna (niem. Schönmädel) – wieś w Polsce położona w województwie kujawsko-pomorskim, w powiecie nakielskim, w gminie Szubin.

## Podział administracyjny
W latach 1950–1998 miejscowość administracyjnie należała do województwa bydgoskiego.

## Demografia
Według Narodowego Spisu Powszechnego (III 2011 r.) liczyła 64 mieszkańców. Jest 39. co do wielkości miejscowością gminy Szubin.